# 家族日記
『家族日記』（かぞくにっき）は、日本の演劇。中島淳彦作、堤泰之の演出で、TALLY-HOによって2004年1月24日より1月20日まで、下北沢ザ・スズナリにて上演された。

## あらすじ
ひとつ屋根の下に暮らす五人の家族。それぞれの思いを抱えつつ、衝突しそうで衝突しない日本の家族。何となく笑って、何となく泣いて、戦後の発展をひっそりと支えた家族・・・。
父親の定年をきっかけに、狂い始める家族の歯車。家族が支えていたものはいったい何だったのか?
人が人らしく生きるための、可笑しくてちょっと切ない物語。誰も我慢をしなくなった頃、昭和が終わろうとしていたのでした。
中島淳彦プロフィール：劇団道学先生、劇団ハートランドの座付き作者であり、近頃多方面に渡り作品を手掛けている。（チラシより）

## キャスト
- 佐藤輝（さち子プロ） - 特別出演
- 鈴木弥生
- 恒吉雄一
- 友松タケホ
- 長森雅人（無名塾）
- 箱木宏美
- 福山秀子
- 丸山裕子（テアトル・エコー）
- 水口てつ（ばんぶるびぃ）

## スタッフ
- 脚本 - 中島淳彦
- 演出 - 堤泰之（プラチナペーパーズ）
- 舞台美術 - 田中敏恵
- 音響 - 井出比呂之
- 照明 - 今野恵美子
- 舞台監督 - アラセーヌ
- 作曲 - 豊島修一
- 広報撮影 - 中山冨士彦
- イラスト - ひん次郎（箱木宏美）
- 印刷 - （有）トライアド
- 制作 - B-MY'S
- 企画制作 - TALLY-HO

## 協力
- 北山ハウス産業
- 劇団ハートランド
- 人力舎
- 篠原公雄
- 毛利恵子
- MAフィールド